# Grande Prêmio Marcel Kint de 2018
A 88.ª edição da clássica ciclista Grande Prêmio Marcel Kint foi uma carreira na Bélgica que se celebrou a 20 de maio de 2018 sobre um percurso de 174,8 quilómetros com início e final na cidade de Lannilis.
A carreira fez parte do UCI Europe Tour de 2018, dentro da categoria 1.1
A carreira foi vencida pelo corredor francês Nacer Bouhanni da equipa Cofidis, em segundo lugar Cees Bol (SEG Racing Academy) e em terceiro lugar Dries De Bondt (Vérandas Willems-Crelan).

## Equipas participantes
Tomaram parte na carreira 20 equipas: 6 de categoria Profissional Continental, 13 de categoria Continental e uma selecção nacional. Formando assim um pelotão de 127 ciclistas dos que acabaram 100. As equipas participantes foram:
| Equipes profissionais Continentais (6)- Wanty-Groupe Gobert - Sport Vlaanderen-Baloise - Vérandas Willems-Crelan - WB-Aqua Protect-Veranclassic - Roompot-Nederlandse Loterij - Fortuneo-Samsic Equipes Continentais (13)- Tarteletto-Isorex - Cibel-Cebon - Massi-Kuwait Team - AGO-Aqua Service - T.Palm-Pôle Continental Wallon - Sovac-Natura4Ever - Differdange-Losch - Leopard - Metec-TKH Continental Cyclingteam p/b Mantel - BEAT Cycling Club - SEG Racing Academy - Lotto-Kern-Haus - Pauwels Sauzen-Vastgoedservice |
| |

## Classificação final
- As classificações finalizaram da seguinte forma:[4]

| \| Classificação geral \| Classificação geral \| Classificação geral \| Classificação geral \| Classificação geral \| \| Ciclista \| Ciclista \| Equipe \| Tempo \| \| \| ------------------- \| -------------------- \| ------------------------------ \| ------------------- \| ------------------- \| \| 1. \| Nacer Bouhanni \| Cofidis, Solutions Crédits \| 3h54m01s \| \| \| 2. \| Cees Bol \| SEG Racing Academy \| + 0s \| \| \| 3. \| Dries De Bondt \| Verandas Willems-Crelan \| + 0s \| \| \| 4. \| Edward Planckaert \| Sport Vlaanderen-Baloise \| + 0s \| \| \| 5. \| Tim Merlier \| Verandas Willems-Crelan \| + 0s \| \| \| 6. \| Jan-Willem van Schip \| Roompot-Nederlandse Loterij \| + 0s \| \| \| 7. \| Jelle Mannaerts \| Tarteletto-Isorex \| + 0s \| \| \| 8. \| Jens Adams \| Pauwels Sauzen-Vastgoedservice \| + 0s \| \| \| 9. \| Alexander Krieger \| Leopard Pro Cycling \| + 0s \| \| \| 10. \| Kenneth Van Rooy \| Sport Vlaanderen-Baloise \| + 0s \| \| |                      |                                |          |
| |                      |                                |          |
| Fonte: ProCyclingStats |                      |                                |          |
| Classificação geral |                      |                                |          |
| Ciclista | Ciclista             | Equipe                         | Tempo    |
| 1. | Nacer Bouhanni       | Cofidis, Solutions Crédits     | 3h54m01s |
| 2. | Cees Bol             | SEG Racing Academy             | + 0s     |
| 3. | Dries De Bondt       | Verandas Willems-Crelan        | + 0s     |
| 4. | Edward Planckaert    | Sport Vlaanderen-Baloise       | + 0s     |
| 5. | Tim Merlier          | Verandas Willems-Crelan        | + 0s     |
| 6. | Jan-Willem van Schip | Roompot-Nederlandse Loterij    | + 0s     |
| 7. | Jelle Mannaerts      | Tarteletto-Isorex              | + 0s     |
| 8. | Jens Adams           | Pauwels Sauzen-Vastgoedservice | + 0s     |
| 9. | Alexander Krieger    | Leopard Pro Cycling            | + 0s     |
| 10. | Kenneth Van Rooy     | Sport Vlaanderen-Baloise       | + 0s     |

## UCI World Ranking
O Grande Prêmio Marcel Kint outorga pontos para o UCI Europe Tour de 2018 e o UCI World Ranking, este último para corredores das equipas nas categorias UCI World Team, Profissional Continental e Equipas Continentais. As seguintes tabelas mostram o barómetro de pontuação e os 10 corredores que obtiveram mais pontos:
| Posição             | 1.ª | 2.ª | 3.ª | 4.ª | 5.ª | 6.ª | 7.ª | 8.ª | 9.ª | 10.ª | 11.ª | 12.ª | 13.ª-15.ª | 16.ª-25.ª |
| Classificação geral | 125 | 85  | 70  | 60  | 50  | 40  | 35  | 30  | 25  | 20   | 15   | 10   | 5         | 3         |

| 1.º  | Nacer Bouhanni       | Cofidis, Solutions Crédits     | 125 |
| 2.º  | Cees Bol             | SEG Racing Academy             | 85  |
| 3.º  | Dries De Bondt       | Vérandas Willems-Crelan        | 70  |
| 4.º  | Edward Planckaert    | Sport Vlaanderen-Baloise       | 60  |
| 5.º  | Tim Merlier          | Vérandas Willems-Crelan        | 50  |
| 6.º  | Jan-Willem van Schip | Roompot-Nederlandse Loterij    | 40  |
| 7.º  | Jelle Mannaerts      | Tarteletto-Isorex              | 35  |
| 8.º  | Jens Adams           | Pauwels Sauzen-Vastgoedservice | 30  |
| 9.º  | Alexander Krieger    | Leopard                        | 25  |
| 10.º | Kenneth Van Rooy     | Sport Vlaanderen-Baloise       | 20  |